# Ptiloscola dargei
Ptiloscola dargei är en fjärilsart som beskrevs av Lemaire 1971. Ptiloscola dargei ingår i släktet Ptiloscola och familjen påfågelsspinnare. Inga underarter finns listade.